# Complejo Ruso de Jerusalén

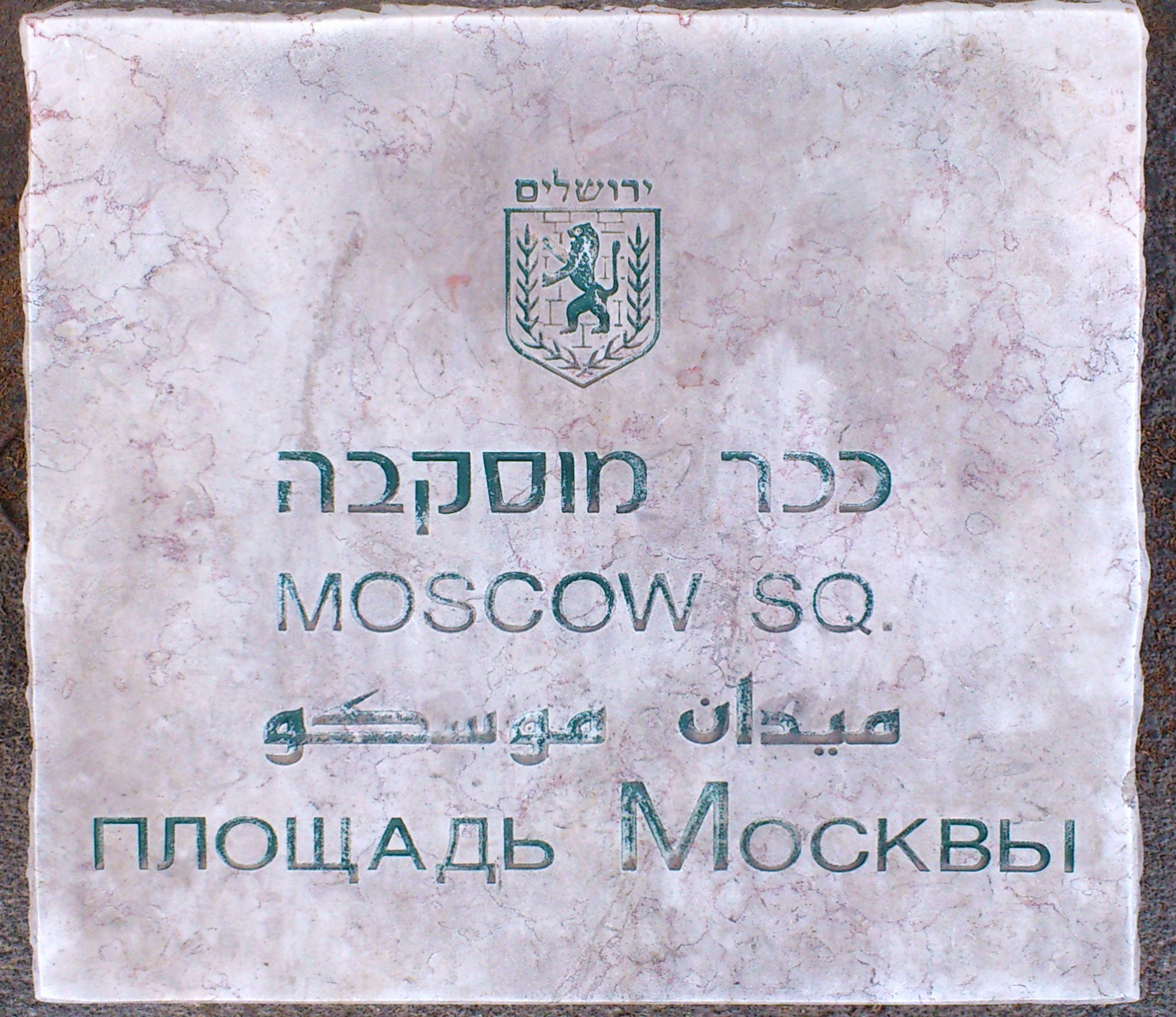

El Complejo Ruso de Jerusalén (en hebreo: מגרש הרוסים; en ruso: Русское подворье в Иерусалиме) Es uno de los barrios más antiguos en el centro de Jerusalén, que incluye una gran Iglesia ortodoxa rusa y varios albergues de peregrinos antiguos que se utilizan como edificios administrativos y para el Museo de los prisioneros subterráneos. El complejo cubre 68 dunams (68.000 m² o 17 acres aproximadamente) se encuentra entre la vía Jaffa, la calle Shivtei Israel, y la calle de los Profetas. Anteriormente fue un territorio turco para la caballería durante el dominio otomano, y originalmente fue conocido como "Nueva Jerusalén" (Nuva Yerushama), el "Complejo Ruso" es una zona histórica en la que abundan patrimonios, destaca el paisaje y las características únicas del medio ambiente.
El complejo fue construido entre 1860 y 1890, con la adición en 1903 del Hospital de Peregrinos, Nicolai. Fue una de las primeras estructuras construidas por fuera de los muros de Jerusalén Antigua, junto con la hacienda Kerem Abaham, el Orfanato Schneller, la Escuela Bishop Gobat y el barrio Mea Shearim.